# 원소병
원소병(元宵餠)은 찹쌀가루를 경단으로 빚어 끓는 물에 삶은 뒤, 꿀물 또는 오미자국물에 띄어 차게 먹는 화채이다.